# Машево-Дуже
Машево-Дуже (пол. Maszewo Duże) — село в Польщі, у гміні Стара Біла Плоцького повіту Мазовецького воєводства.
Населення — 1798 осіб (2011).
У 1975-1998 роках село належало до Плоцького воєводства.

## Демографія
Демографічна структура станом на 31 березня 2011 року:
|          | Загалом | Допрацездатний вік | Працездатний вік | Постпрацездатний вік |
| -------- | ------- | ------------------ | ---------------- | -------------------- |
| Чоловіки | 903     | 194                | 638              | 71                   |
| Жінки    | 895     | 192                | 551              | 152                  |
| Разом    | 1798    | 386                | 1189             | 223                  |